# Romeo and Juliet (песня Dire Straits)
«Romeo and Juliet» — песня британской рок-группы Dire Straits, написанная её фронтменом Марком Нопфлером. Впервые вышла в составе альбома Making Movies 1980 года, позднее также выпущена в качестве сингла в 1981 году. Концертное исполнение песни впоследствии включалось в концертные альбомы Dire Straits Alchemy и On the Night, а также на концертном альбоме дуэта Марка Нопфлера с Эммилу Харрис, Real Live Roadrunning. Трек входит в сборники лучших хитов Dire Straits Money for Nothing, Sultans of Swing: The Very Best of Dire Straits и The Best of Dire Straits & Mark Knopfler: Private Investigations.
Песня описывает историю двух влюбленных, в которой «Джульетта» покинула своего «Ромео» после того, как обрела известность и вырвалась из городского района, где они впервые встретились друг с другом. Помимо прямой отсылки к одноименной пьесе Уильяма Шекспира, в песне есть ассоциации с более поздними произведениями, такими, как песня «Somewhere» из «Вестсайдской истории» или песня «My Boyfriend’s Back», которые, в свою очередь, основаны на сюжете пьесы Шекспира.
Песня была основана на осмыслении Нопфлером его неудавшегося романа с солисткой группы Holly and the Italians Холли Винсент, с которой он сотрудничал на старте её карьеры. Критики высоко оценили гитарное соло Нопфлера и его «дилановский» вокал, песню часто включали в первую пятёрку лучших хитов Dire Straits.

## Участники записи
- Марк Нопфлер — резонаторная гитара National Style O, соло-гитара, вокал, ритм-гитара
- Джон Иллсли — бас-гитара
- Пик Уизерс — ударные, перкуссия
- Рой Биттан — фортепиано, орган Hammond